# Luis Elizondo
Luis Elizondo là cựu Đặc vụ Phản gián Lục quân Hoa Kỳ và là cựu nhân viên của Văn phòng Thứ trưởng Quốc phòng đặc trách Tình báo. Sau khi từ chức vào năm 2017, ông gia nhập công ty To The Stars giữ chức Giám đốc An ninh Toàn cầu và các Chương trình Đặc biệt. Elizondo rời công ty này vào cuối năm 2020. Công ty đã sản xuất bộ phim tài liệu truyền hình mang tên Unidentified: Inside America's UFO Investigation trên kênh History mà ông được giao đóng vai chính.
Elizondo còn là cựu giám đốc Chương trình Nhận dạng Hiểm họa Hàng không Vũ trụ Tiên tiến (AATIP) hiện không còn tồn tại, một chương trình tiếp cận đặc biệt trị giá 22 triệu đô la do Cục Tình báo Quốc phòng (DIA) khởi xướng nhằm nghiên cứu hiện tượng không trung không xác định, còn được gọi là UFO. Chương trình này gắn liền với việc phát hành các đoạn video về UFO của Lầu Năm Góc. Elizondo kể từ đó đã xuất hiện trên nhiều phương tiện truyền thông trong vai trò là một chuyên gia về UFO, nhưng giới phê bình đều đặt câu hỏi về uy tín và độ tin cậy của Elizondo.

## Thân thế và học vấn
Elizondo là con trai của Luis Elizondo III, vốn là dân Cuba lưu vong đã tình nguyện gia nhập Lữ đoàn 2506, một nhóm lính lưu vong được sự tài trợ từ phía CIA, thành lập vào năm 1960 nhằm mưu tính dùng quân sự lật đổ chính phủ Cuba do Fidel Castro đứng đầu, mà đỉnh điểm là Sự kiện Vịnh Con Lợn.
Theo trang web của Elizondo, ông từng nhập học Đại học Miami, với hai chuyên ngành vi sinh và miễn dịch học và thêm ngành phụ là hóa học nữa. Sau khi tốt nghiệp ra trường, Elizondo tình nguyện nhập ngũ quân đội Mỹ trong 20 năm, điều hành các hoạt động tình báo quân sự ở Afghanistan, Nam Mỹ, và căn cứ Trại Bảy của Vịnh Guantánamo.
Về cuộc đời binh nghiệp của mình, Elizondo nói rằng ông đã "xử lý rất nhiều thứ, như đảo chính, khủng bố chợ đen, các băng đảng ma túy bạo lực, đủ mọi chuyện". Sau vụ tấn công ngày 11 tháng 9, Elizondo bèn chuyển hướng sang vùng Đông Á làm cố vấn của một đơn vị tình báo được phân công hỗ trợ Tướng James Mattis nhân dịp ông chỉ huy Đội Đặc nhiệm số 58 thuộc Đơn vị Viễn chinh Thủy quân lục chiến trong cuộc chiến chống khủng bố.

## Sự nghiệp

### Văn phòng Thứ trưởng Quốc phòng đặc trách Tình báo
Từ năm 2008 cho đến khi từ chức vào năm 2017, Elizondo từng có thời gian làm việc tại Văn phòng Thứ trưởng Quốc phòng đặc trách Tình báo ở Lầu Năm Góc. Vào lúc này, ông tự nhận mình là giám đốc of Chương trình Nhận dạng Hiểm họa Hàng không Vũ trụ Tiên tiến, một chương trình tiếp cận đặc biệt được tài trợ theo sáng kiến của lãnh đạo phe đa số tại Thượng viện Mỹ lúc bấy giờ là Harry Reid (D-Nevada) để tiến hành điều tra mối đe dọa không trung bao gồm cả hiện tượng không xác định. Theo Bộ Quốc phòng, chương trình AATIP đã kết thúc vào năm 2012 chỉ sau 5 năm thực hiện. Elizondo cho biết ông từng làm việc chung với các quan chức từ Hải quân Mỹ và CIA tại văn phòng Lầu Năm Góc của mình trong chương trình này cho đến tận tháng 10 năm 2017, khi ông quyết định từ chức để phản đối điều mà ông cho là "giữ bí mật quá mức và sự phản đối nội bộ". Elizondo khẳng định rằng "đánh giá thấp hoặc phớt lờ những mối đe dọa tiềm tàng này không phải là lợi ích tốt nhất của Bộ Quốc phòng dù mức độ tranh chấp chính trị có ở mức độ nào đi chăng nữa." Tờ New Yorker đưa tin rằng bên chính phủ đã thuê Elizondo tiếp quản chương trình này, vốn là sự phát triển vượt bậc của một dự án chính phủ được trao cho doanh nhân và người đam mê hiện tượng siêu linh Robert Bigelow, bề ngoài là để xem xét tương lai của chiến tranh, nhưng hầu như chỉ toàn đưa tin về UFO, bao gồm cả "một bức ảnh chụp loại trang thiết bị theo dõi được cho là do người ngoài hành tinh cấy ghép vào một nhân chứng bị họ bắt cóc".
Chức vụ của ông trong AATIP bị tờ The Intercept đặt nghi vấn và các quan chức Lầu Năm Góc thách thức, với phát ngôn viên Christopher Sherwood cho biết "Ngài Elizondo không chịu trách nhiệm liên quan đến chương trình AATIP trong thời gian làm việc tại OUSDI [Văn phòng Thứ trưởng Quốc phòng đặc trách Tình báo], cho đến thời điểm ông từ chức có hiệu lực ngày 10/4/2017." Đáp lại, Elizondo đã nộp đơn khiếu nại với tổng thanh tra của cơ quan này khi đưa ra lời tuyên bố như sau "một chiến dịch phối hợp nhằm làm mất uy tín của ông ấy vì đã lên tiếng" bao gồm "các tuyên bố của giới báo chí Lầu Năm Góc khẳng định ông ấy không có vai trò chính thức nào trong nghiên cứu UFO, ngay cả sau khi vai trò của ông ấy được chính thức xác nhận". Elizondo còn tuyên bố ông đang là mục tiêu của "một kẻ tư thù nhân từ một kình địch của Lầu Năm Góc".

### To The Stars
Sau khi giã từ sự nhiệp tại DOD, Elizondo liền gia nhập Viện Khoa học và Nghệ thuật To the Stars vào tháng 10 năm 2017. Elizondo còn phân phát ba đoạn video đã giải mật cho giới báo chí do các phi công từ hai tàu sân bay USS Nimitz và USS Theodore Roosevelt của Hải quân Mỹ thực hiện nổi tiếng với tên gọi video UFO Lầu Năm Góc. Thông cáo này đi kèm với báo chí chính thống đầu tiên đưa tin về sự tồn tại của AATIP. Tháng 4 năm 2019, Hải quân thừa nhận đã soạn thảo chỉ dẫn mới dành cho các phi công và nhân viên khác báo cáo về những lần chạm trán với "máy bay không xác định", và Elizondo nói với tờ The Washington Post rằng đây là "quyết định lớn nhất duy nhất mà Hải quân đã thực hiện trong suốt nhiều thập kỷ qua". Một số người nghi ngờ về tính chất tuyệt mật của các đoạn video này và tính hợp lệ trong việc Elizondo được ủy quyền phân phối. Tháng 4 năm 2020, Bộ Quốc phòng Mỹ đã phát hành các đoạn video này khiến Elizondo nêu nhận xét, "Các hành động quan trọng của Lầu Năm Góc đã khích động chúng ta và hy vọng điều này khuyến khích một làn sóng thông tin đáng tin cậy mới xuất hiện." Theo lời Gideon Lewis-Kraus, Elizondo ban đầu giải thích với Lầu Năm Góc trong một bản ghi nhớ rằng các đoạn video này "giúp giáo dục phi công và cải thiện an toàn hàng không", nhưng trong các cuộc phỏng vấn về sau, ông cho biết mục tiêu của mình là làm sáng tỏ chương trình mà ông đã điều hành trong bảy năm nhằm "thu thập và phân tích những vụ chứng kiến UFO được báo cáo". Sau lần gia nhập hãng To the Stars, Elizondo đã tuyên bố trên sân khấu tại một sự kiện rằng họ, "'dự định cung cấp những thước phim chưa từng được công chiếu trước đây từ những hệ thống thực của chính phủ Mỹ—không phải ảnh nghiệp dư mờ ảo mà là dữ liệu và video thực sự'".
Phim tài liệu truyền kình chiếu trên kênh History nhan đề Unidentified: Inside America's U.F.O. Investigation (tạm dịch: Không xác định: Bên trong cuộc điều tra UFO của nước Mỹ) do To the Stars thực hiện với sự góp mặt của Elizondo và những người khác cho biết mình có liên kết với AATIP.
Elizondo, cùng với Christopher Mellon và Steve Justice, rời khỏi công ty này dưới sự lãnh đạo của Tom DeLonge vào cuối năm 2020, nói rằng "Tom thực sự tập trung vào khía cạnh giải trí, vì vậy không có nhiều công việc để Chris, Steve và tôi làm nữa [...] Tài năng của chúng tôi nằm ở việc lôi kéo chính phủ, Quốc hội và các tổ chức quốc tế, và chúng tôi sẵn sàng chuyển sang giai đoạn thứ 2. Giải trí là một cách làm như vậy nhưng nó không phải là biện pháp toàn diện."

## Chỉ trích
Phóng viên Jason Colavito của tờ The New Republic đã đặt câu hỏi tại sao nếu Elizondo lo ngại rằng UFO "là một mối đe dọa an ninh quốc gia khẩn cấp, thì ông ấy lại không đưa mối bận tâm của mình đến cánh nhà báo an ninh quốc gia hoặc Quốc hội". Thay vào đó, "Ông ta tham gia cùng Puthoff và Team Space Ghost tại công ty giải trí mới của họ".
Theo cây bút Keith Kloor của tờ The Intercept, "Elizondo và Mellon đã phải dựa vào báo chí phần lớn thụ động và cả tin nhằm tạo ra các tiêu đề giật gân về UFO". Kloor lưu ý rằng Elizondo đã nhận được sự chú ý đáng kể của giới truyền thông từ một câu chuyện đăng trên tờ New York Times năm 2017 với tiêu đề "Glowing Auras and 'Black Money': The Pentagon's Mysterious UFO Program" (tạm dịch: Hào quang phát sáng và đồng 'Tiền đen': Chương trình UFO bí ẩn của Lầu Năm Góc), và nổi danh nhờ đóng vai chính trong loạt phim truyền hình phát sóng trên Kênh History. Tạp chí Air & Space đã viết rằng bộ phim truyền hình này "đưa Elizondo hóa thân vào vai một chiến binh thập tự chinh đeo ba lô vạm vỡ, gan dạ, đang tìm cách phơi bày sự thật khi phải đối mặt với bộ máy chính quyền quan liêu và một nền văn hóa nhạo báng. Khi làm như vậy, Kênh History đã bám theo một truyền thống lâu đời trong giới nghiên cứu UFO nhằm khắc họa nhà điều tra UFO như một nhân vật anh hùng quyết tâm xé bỏ bức màn bí mật xoay quanh những du khách ngoài hành tinh".
Phóng viên Lầu Năm Góc Helene Cooper của tờ New York Times đã phỏng vấn Elizondo vào năm 2017. Cooper cho rằng hành vi của Elizondo là điển hình đặc trưng của giới sĩ quan tình báo "thực sự ma quái, cực kỳ kín kẽ, có xu hướng hoang tưởng hơn". Theo lời Cooper, "Có rất nhiều thứ phải ngó nghiêng để chắc chắn rằng không ai trông thấy chúng tôi, ông ấy ngồi quay lưng vào tường. Ông cho biết vì muốn xem thử có ai khác bước chân vào không". Cooper giải thích với người dẫn chương trình podcast Michael Barbaro của tờ "The Daily" rằng vào thời điểm nói chuyện với Elizondo, cô thấy ông ta rất đáng tin cậy, nhưng khi Barbaro bước lên tàu điện ngầm sau cuộc gặp mặt thì bắt đầu có suy nghĩ thứ hai, nhận định "tôi càng xa rời khỏi cuộc phỏng vấn này thì điều đó trông có vẻ ít đáng tin hơn".
Trong bài báo đăng trên tờ New Yorker năm 2021, phóng viên Gideon Lewis-Kraus viết rằng sau khi nói chuyện với Elizondo, rất khó để biết AATIP đã hoàn thành những gì, và khi bị thúc ép, Elizondo "bèn đưa ra lời thề an ninh dưới dạng khẩu hiệu".  Khi Elizondo được Tucker Carlson tới phỏng vấn vào năm 2019, Elizondo xác nhận rằng chính phủ có trong tay những mảnh vỡ của một chiếc UFO, "rồi mau chóng đưa ra lời thề an ninh của mình".